# Skandinaviska Grammophon AB
Skandinaviska Grammophon AB (SGAB) var ett svenskt skivbolag grundat 1903, dotterbolag till engelska The Gramophone Co. Det bytte namn 1967 till Electric & Musical Industries Ltd Svenska AB, vilket 10 år senare förkortades till EMI Svenska AB. Bolaget lades ner 2006. Det var under hela sin verksamhet ett av de dominerande svenska skivbolagen.
SGAB startade formellt 28 september 1903, som ett dotterbolag till tyska Deutsche Grammophon, och ett systerbolag till danska Skandinavisk Grammophon AS, bildat i juni 1903. Deutsche Grammophon var i sin tur dotterbolag till engelska The Gramophone Co. Tidigare hade inspelningar gjorda i de Skandinaviska länderna sålts genom moderbolaget i London, men skivorna hade pressats i och levererats från Hannover i Tyskland.
I början marknadsfördes skivorna med etiketterna Zonophon och Concert Record, eller Concert Record Gramophone. 1924 började man använda His Master’s Voice istället. Det försvenskade namnet ”Husbondens Röst” blev dock aldrig registrerat hos Patentverket.
Skandinaviska Grammophon AB gjorde egna inspelningar för den svenska marknaden. Inspelningarna gick till så att en ”specialist” (idag skulle man nog säga producent) från England eller Tyskland reste till Stockholm, försedd med inspelningsutrustning och ett antal blanka vaxskivor. Inspelningsstudior fanns ju inte; istället tog man in på ett hotell, satte upp sin utrustning och kallade in de artister som skulle spelas in. Sålunda spelades hundratals sidor in under en period av en till tre veckor. Därefter skickades vaxskivorna till presseriet i Hannover, som i sin tur levererade färdiga skivor till det svenska dotterbolaget.
På våren 1927 började man göra sina egna elektriska inspelningar i Stockholms Konserthus, mest i Attiksalen och i Lilla salen. Där höll man till, fram till slutet av 1950-talet då man byggde en egen studio i sina lokaler på Gärdet. 1969 flyttade man in i en ny studio i Skärmarbrink, söderförort i Stockholm. Lokalen hade varit biograf Kaza 1939–1965.
Under första världskriget konfiskerade tyska staten Deutsche Grammophon och sålde det till Polyphon-Werke, och därefter pressades skivor för den svenska marknaden i Hayes i England.
SGAB var en dominant på den svenska marknaden, och det uppskattas att av ungefär 15.000 akustiskt inspelade 78-varvsskivor som gavs ut i Sverige, kom 5.300 från SGAB. Ungefär samma siffror gäller också för de elektriskt inspelade 78-orna.
Omkring 1949 började man spela in på band. Under 1950-talet övergick SGAB till att pressa alla sina skivor i Svensk Grammofonindustris anläggning i Upplands Bro. 1976 öppnade EMI ett skivpresseri i Åmål, med stora statliga subventioner
Skivbolaget Skandinaviska Odeon AB, som även representerade Columbia och Parlophone i Sverige, var ett separat bolag inom EMI-koncernen fram till 1957, då det togs över av SGAB.
1967 bytte SGAB namn till Electric & Musical Industries Ltd Svenska AB. I samband med namnbytet förändrades också nummerserierna på skivorna, från separata kombinationer för de olika etiketterna, till ett löpnummer gemensamt för alla etiketter. 1977 förkortades bolagsnamnet till EMI Svenska AB. När moderbolaget såldes 2006, hamnade skivetiketten EMI under Universal Music Svenska AB paraply, medan back-katalogen köptes av Warner Music Sweden. Delningen var föranledd av antitrustlagstiftning.

## Fotnoter
1. 1 2  Liliedahl, Karleric (1990). His Master’s Voice 1925–1934
2. ↑  Liliedahl, Karleric; Englund, Björn (2001). HMV 1934–1957
3. ↑   Fonogrammen i kulturpolitiken. Liber. 1979. sid. 59f. ISBN 91-38-04792-6. OCLC 894211330. https://www.worldcat.org/oclc/894211330. Läst 20 januari 2022